# Freddie Roach (Boxtrainer)

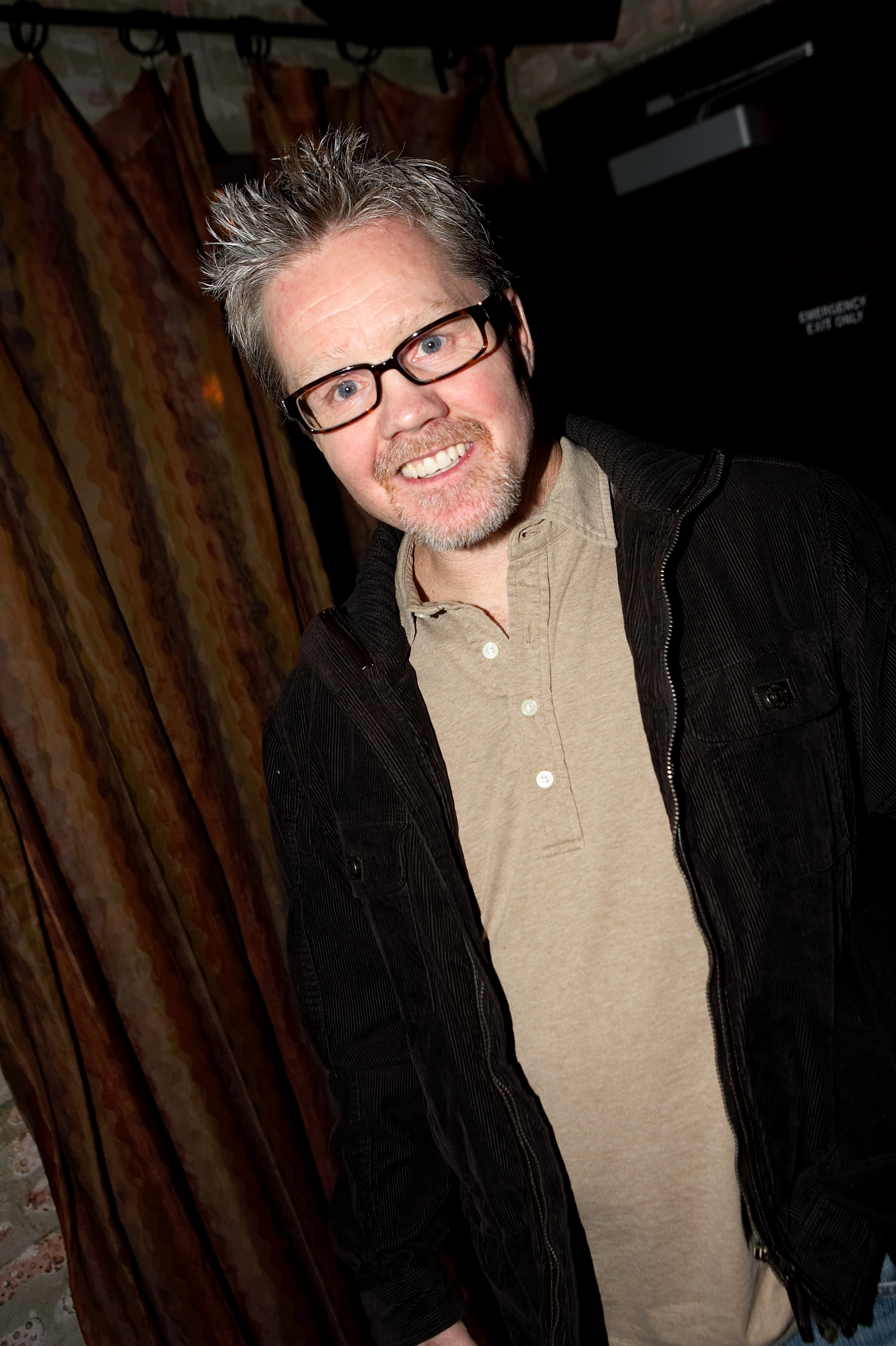
Freddie Roach 2008

Freddie Roach (* 5. März 1960 in Dedham, Massachusetts, USA) ist ein ehemaliger US-amerikanischer Boxer und einer der besten Boxtrainer (auch aktuell tätiger Boxtrainer) aller Zeiten, weshalb im Vergleich zu seiner Trainerkarriere, seine Boxkarriere äußerst bescheiden wirkt.

## Leben

### Roach als Boxer
Unter der Leitung von Trainerlegende Eddie Futch, konnte Roach seine ersten 10 Kämpfe siegreich gestalten. Im 11. Kampf erlitt er seine erste Niederlage. 1981 gewann er den USA New England Title im Federgewicht; dieser Titel war auch der einzige, den er gewinnen konnte. Seinen letzten Kampf verlor er im Jahre 1986 gegen den ungeschlagenen David Rivello durch Mehrheitsentscheidung über 12 Runden nach Punkten.

### Trainerlaufbahn
Nach seinem Abschied als aktiver Boxer arbeitete Roach in einer Vielzahl von Jobs in Las Vegas einschließlich Telemarketing und als Hilfskellner, bevor er 1986 einen Job mit seinem ehemaligen Trainer und Mentor Eddie Futch als unbezahlter Assistent  annahm. Er überzeugte in seiner neuen Position und arbeitete als Eddie Futchs Assistent für fünf Jahre.
1991 beschloss Schauspieler Mickey Rourke sich dem Profiboxen zuzuwenden und beauftragte Roach, um ihn in Hollywood, Kalifornien zu trainieren. Im Jahr 1995, als Rourke seine Boxkarriere beende, gab er Roach die gesamte Ausrüstung des Boxstalls, in dem er trainierte. Daraus wurde das bekannte Wild Card Gym.

### Parkinson-Krankheit
1990 zeigten sich bei Freddie Roach erste Anzeichen der Parkinson-Krankheit, die in den folgenden Jahren fortschritt. Durch Injektionen von Medikamenten sind die Symptome der Krankheit jedoch kontrollierbar und seine Arbeit als Box-Trainer weiter möglich. Laut der Ärzte beeinflussen seine Traineraktivitäten sogar den Verlauf der Krankheit positiv.

## Auszeichnungen als Trainer
Freddie Roach wurde bisher unter anderem mit folgenden Preisen geehrt:
- Ring Magazine Welttrainer des Jahres: 2008
- BWAA Welttrainer des Jahres: 2003, 2006, 2008, 2009, 2010, 2013, 2014
- Yahoo Sports Welttrainer des Jahres: 2008, 2014

## Aufnahme in Ruhmeshallen
Freddie Roach wurde bisher unter anderem in folgenden Ruhmeshallen aufgenommen:
- International Boxing Hall of Fame
- World Boxing Hall of Fame
- California Boxing Hall of Fame
- Nevada Boxing Hall of Fame

## Boxer, die Roach zu Weltmeistern machte
Freddie Roach machte unter anderem folgende Boxer zu Weltmeistern:
- Amir Khan (WBA)
- Bernard Dunne (WBA)
- Dimitri Kirilov (IBF)
- Frankie Liles (WBA)
- Gerry Peñalosa (WBO)
- Israel Vázquez (IBF und WBC)
- James Toney (IBF)
- Johnny Bredahl (WBA)
- Johnny Tapia (WBA, WBO und IBF)
- Jorge Linares (WBC und WBA)
- Julio César Chávez junior (WBC)
- Manny Pacquiao (WBC, IBF und WBO)
- Miguel Cotto (WBC)
- Ruslan Provodnikov (WBO)
- Willie Jorrin (WBC)
- Zhou Shiming (WBO)

## Weitere Boxer, die Roach trainierte
Folgende Boxer wurden von Freddie Roach trainiert bzw. erhielten den boxerischen Feinschliff von ihm:
| - Wale Omotoso - Reynaldo Bautista - Frankie Gomez - O’Neil Bell - Michael Farenas - Lucia Rijker - Kingsley Ikeke - Kahren Harutyunyan - Juan Lazcano - Jamie Kavanagh - Gary Stretch - Efrain Esquivias, Jr. - Diosdado Gabi - David Rodela - Daniel Jacobs - Brian Minto - Andy Ruiz - Raymundo Beltran - Jose Benavidez - Steve Collins - Bernabe Concepcion - Óscar de la Hoya - Yosuke Nishijima |  | - Michael Domingo - Virgil Hill - Ana Julaton - Roman Karmazin - Lateef Kayode - Wladimir Klitschko (Co-Trainer) - Peter Manfredo Jr. - Vanes Martirosyan - Wayne McCullough - Craig McEwan - Michael Moorer (nur für seinen zweiten Kampf gegen Holyfield) - Bobby Pacquiao - Peter Quillin - Guillermo Rigondeaux - Mickey Rourke - Vyacheslav Senchenko - Marlon Starling - Mike Tyson - Brian Viloria - Zhou Shiming - Georges St-Pierre (UFC-Weltmeister) - Trey Morrison - Günter Singer (K-1) |